# Payton Pritchard
Payton Michael Pritchard (* 28. Januar 1998 in Tualatin, Oregon) ist ein US-amerikanischer Basketballspieler, der bei den Boston Celtics der National Basketball Association (NBA) unter Vertrag steht. Er spielte auf Hochschulebene für die Oregon Ducks. 2024 wurde Pritchard mit Boston NBA-Meister.

## Highschool
Pritchard gewann vier aufeinanderfolgende staatliche Titel mit der West Linn High School und wurde 2014 und 2015 Todd-Pratt-Spieler-des-Jahres, Oregon-Class-6A-Spieler des Jahres und 2015 Gatorade-Oregon-Spieler des Jahres. Er erzielte als Junior (2014/15) durchschnittlich 22 Punkte und 5,8 Assists pro Spiel und als Senior (2015/16) 23,6 Punkte, 6,8 Assists und 3,1 Steals. In der ESPN-Rangliste der besten Basketballspieler auf Schulebene wurde er mit vier Sternen geführt und wechselte im August 2015 an die University of Oregon. Seine vorherige Zusage an die University of Oklahoma, an der sein Vater Terry American Football spielte, hatte er zuvor zurückgezogen. In seinem besten Spiel als Schüler legte Pritchard Washington im Northwest Shootout, einem All-Star-Spiel zwischen Oregon und Washington, 45 Punkte auf und gewann das Spiel.
Pritchard spielte beim Les Schwab Invitational gegen mehrere spätere NBA-Profis, darunter Ben Simmons, Jaylen Brown und Jahlil Okafor.

## College
In seinem ersten Jahr an der University of Oregon (2016/17) erzielte Pritchard in 39 Auftritten für die Ducks durchschnittlich 7,4 Punkte und 3,6 Vorlagen pro Spiel.
Am 25. November 2017 stellte Pritchard mit 29 Punkten, acht Assists und sechs Rebounds bei einem 84:79-Sieg gegen DePaul neue persönliche Bestwerte auf. Pritchard war in seinem zweiten Jahr (2017/18) der einzige verbliebene Oregon-Stammspieler der Vorsaison und erzielte im Durchschnitt deutlich höhere 14,5 Punkte, 4,8 Assists und 3,6 Rebounds pro Spiel.
Als Junior hatte Pritchard einen enttäuschenden Saisonbeginn, drehte aber später auf, was dazu beitrug, dass Oregon überraschend das Pac 12-Turnier gewann und die Runde der letzten 32 des NCAA-Turniers erreichte. Er erzielte durchschnittlich 12,9 Punkte, 4,6 Assists und 3,9 Rebounds pro Spiel und wurde zum MVP des Pac-12-Turniers ernannt. Nach der Saison meldete er sich für das NBA-Draftverfahren 2019 an, entschloss sich dann jedoch, die Anmeldung zurückzuziehen und an die University of Oregon zurückzukehren.
Als Senior war Pritchard einer der besten Spieler in der NCAA. Am 18. Januar 2020 erzielte Pritchard 22 Punkte und traf bei drei Sekunden Restzeit einen Wurf aus großer Entfernung, trotz eines zwischenzeitlichen 16-Punkte-Rückstands gewann er mit Oregon das Spiel gegen Washington in der Verlängerung mit 64:61. Am 30. Januar erzielte Pritchard bei einem 77:72-Sieg gegen Kalifornien 21 Punkte und setzte sich in der ewigen Bestenliste seiner Hochschule als bester Vorlagengeber an die Spitze. Er erzielte bei einem 73:72-Sieg in der Verlängerung gegen Arizona am 22. Februar 2020 38 Punkte und erreichte damit eine neue persönliche NCAA-Bestmarke. Durch den Sieg hielt Oregon seine Hoffnungen auf einen Pac 12-Titel am Leben. Als Senior erzielte Pritchard durchschnittlich 20,5 Punkte, 5,5 Assists und 4,3 Rebounds pro Spiel und wurde zum Pac-12-Spieler des Jahres ernannt. Pritchard war auch in die All-American-Auswahl berufen und mit dem Bob-Cousy-Award als bester Point Guard der NCAA ausgezeichnet.

## NBA-Karriere

### Boston Celtics (2020-heute)
Pritchard wurde im November 2020 in der ersten Runde des NBA-Drafts 2020 an 26. Stelle von den Boston Celtics ausgewählt. Am 24. November 2020 unterschrieb Pritchard einen Vertrag bei den Boston Celtics. Pritchard erzielte bei seinem ersten Einsatz für Boston 17 Punkte (Vorbereitungsspiel gegen die Philadelphia 76ers am 15. Dezember 2020). In Abwesenheit von Kemba Walker war er in den ersten fünf NBA-Spielen der Saison hinter Jayson Tatum, Jaylen Brown und Marcus Smart Bostons Spieler mit der viertmeisten Einsatzzeit.
2024 gewann Pritchard mit Boston den NBA-Meistertitel. Er sorgte im Laufe der Finalserie mit zwei Treffern für Aufsehen, die er jeweils unweit der Mittellinie mit Ablauf der Angriffszeit erzielte.

## Spielweise
Zu seinen Stärken gehören der Dreipunktewurf, seine gute Ballbehandlung, sein Passspiel, seine Führungsqualitäten und die Fähigkeit, in wichtigen Partien und entscheidenden Augenblicken eines Spiels Verantwortung zu übernehmen. Als Schwäche gilt fehlende Schnelligkeit, was ihm in der Verteidigung Schwierigkeiten gegen flinke Gegenspieler bereitet.

## Karriere-Statistiken

### NBA

#### Reguläre Saison
| Saison  | Team   | GP  | GS | MPG  | FG % | 3P % | FT %  | RPG | APG | SPG | BPG | PPG  |
| ------- | ------ | --- | -- | ---- | ---- | ---- | ----- | --- | --- | --- | --- | ---- |
| 2020–21 | Boston | 66  | 4  | 19.2 | .440 | .411 | .889  | 2.4 | 1.8 | 0.6 | 0.1 | 7.7  |
| 2021–22 | Boston | 71  | 2  | 14.1 | .429 | .412 | 1.000 | 1.9 | 2.0 | 0.4 | 0.1 | 6.2  |
| 2022–23 | Boston | 48  | 3  | 13.4 | .412 | .364 | .750  | 1.8 | 1.3 | 0.3 | 0.0 | 5.6  |
| 2023–24 | Boston | 82  | 5  | 22.3 | .468 | .385 | .821  | 3.2 | 3.4 | 0.5 | 0.1 | 9.6  |
| 2024–25 | Boston | 80  | 3  | 28.4 | .472 | .407 | .845  | 3.8 | 3.5 | 0.9 | 0.2 | 14.3 |
| Gesamt  | Gesamt | 347 | 17 | 20.2 | .454 | .399 | .856  | 2.7 | 2.5 | 0.5 | 0.1 | 9.1  |

#### Play-offs
| Saison  | Team   | GP | GS | MPG  | FG % | 3P % | FT %  | RPG | APG | SPG | BPG | PPG  |
| ------- | ------ | -- | -- | ---- | ---- | ---- | ----- | --- | --- | --- | --- | ---- |
| 2020–21 | Boston | 5  | 0  | 13.4 | .353 | .300 | 1.000 | 1.8 | 2.4 | 0.4 | 0.0 | 3.4  |
| 2021–22 | Boston | 24 | 0  | 12.9 | .422 | .333 | .667  | 1.9 | 1.6 | 0.3 | 0.1 | 4.8  |
| 2022–23 | Boston | 10 | 0  | 5.7  | .545 | .400 | .800  | 0.6 | 1.1 | 0.1 | 0.0 | 3.2  |
| 2023–24 | Boston | 19 | 0  | 18.7 | .419 | .383 | .917  | 1.9 | 2.1 | 0.2 | 0.0 | 6.4  |
| 2024–25 | Boston | 11 | 0  | 27.5 | .455 | .403 | .824  | 2.3 | 1.5 | 0.5 | 0.0 | 11.9 |
| Gesamt  | Gesamt | 69 | 0  | 15.8 | .435 | .370 | .833  | 1.8 | 1.7 | 0.3 | 0.0 | 6.0  |

### College
| Jahr    | Team   | GP | GS | MPG  | FG%  | 3P%  | FT%  | RPG | APG | SPG | BPG | PPG  |
| ------- | ------ | -- | -- | ---- | ---- | ---- | ---- | --- | --- | --- | --- | ---- |
| 2016/17 | Oregon | 39 | 35 | 28.3 | .393 | .350 | .730 | 3.4 | 3.6 | 1.2 | 0.1 | 7.4  |
| 2017/18 | Oregon | 36 | 36 | 35.1 | .447 | .413 | .774 | 3.8 | 4.8 | 1.4 | 0.0 | 14.5 |
| 2018/19 | Oregon | 38 | 38 | 35.5 | .418 | .328 | 838  | 3.9 | 4.6 | 1.8 | 0.1 | 12.9 |
| 2019/20 | Oregon | 31 | 31 | 36.6 | .437 | .415 | .821 | 4.3 | 5.5 | 1.5 | 0.0 | 20.5 |

## Auszeichnungen
- 1 × NBA Sixth Man of the Year Award: 2025